# Den Berg (Boxtel)
Den Berg is een buurtschap  in de gemeente Boxtel in de Nederlandse provincie Noord-Brabant. Het ligt twee kilometer ten zuidoosten van de plaats Boxtel; tegen de bebouwde kom van Liempde.
Buurtvereniging “Den Berg” is opgericht op 11 maart 1968 en is daarmee de oudste buurtvereniging van Liempde.
De buurtschap bestaat uit de volgende straten: Akkersrijt, Bergstraat, Berkenpad, Boxtelseweg, Bremhorst, De Beemden, De Bleek, De Bocht, Den Berg, Dennendreef, Draaiboom, Heidonk, Hulzerweg, Krollerbocht, Molendijk, Schietberg en Schuttersdreef.
Dorpen: Boxtel · Esch · Lennisheuvel · Liempde

Buurtschappen en gehuchten: Den Berg · Hal · Heult · Hezelaar · Kasteren · Kinderbos · Kleinder-Liempde · Langenberg · Luissel · Nergena · Roond · Schorvert · Selissen · Tongeren · De Vorst · Vrilkhoven

Noord-Brabant: Steden en dorpen      Nederland: Provincies · Gemeenten